# Вич
Вич (итал. W.I.T.C.H.) италијанска је серија стрипова које су написали Елизабета Гнон, Алесандро Барбучи и Барбара Канпера. Серија је први пут објављена у парилу 2001. године и издавач је Дизни Италија, пре него што је почела излазити у осталим државама. Од јануара 2005. године, Вич је издат у више од 65 држава. Последње издање Вича издато је у октобру 2012. године, као 139. издање серије. Серија је о групи девојака које откривају да су нове заштитнице елемената воде, ватре, земље, ваздуха и енергије.
Стрипови су нацртани линијама са манга конвенцијама, за разлику од више заокруженог стила који традиционално користе Дизнијеви стрипови. Они су накнадно прилагођени у анимирану серију, коју копродуцира Дизни и који садржи стилове аниме.